# Ingenium
I motori Ingenium sono una famiglia di motore a combustione interna turbocompressi per uso automobilistico prodotti a partire dal 2015 dalla casa automobilistica Jaguar Land Rover.
Sia nella variante benzina che diesel, utilizzano un'architettura modulare che ne consente la produzione in versioni a tre, quattro e sei cilindri in linea (costruite tutti da singoli cilindri da 500 cc).
I motori Ingenium sono adattabili per essere montati in posizione longitudinale o trasversale e con trazione anteriore, posteriore e integrale, insieme a trasmissioni automatiche e manuali.